# دیلک

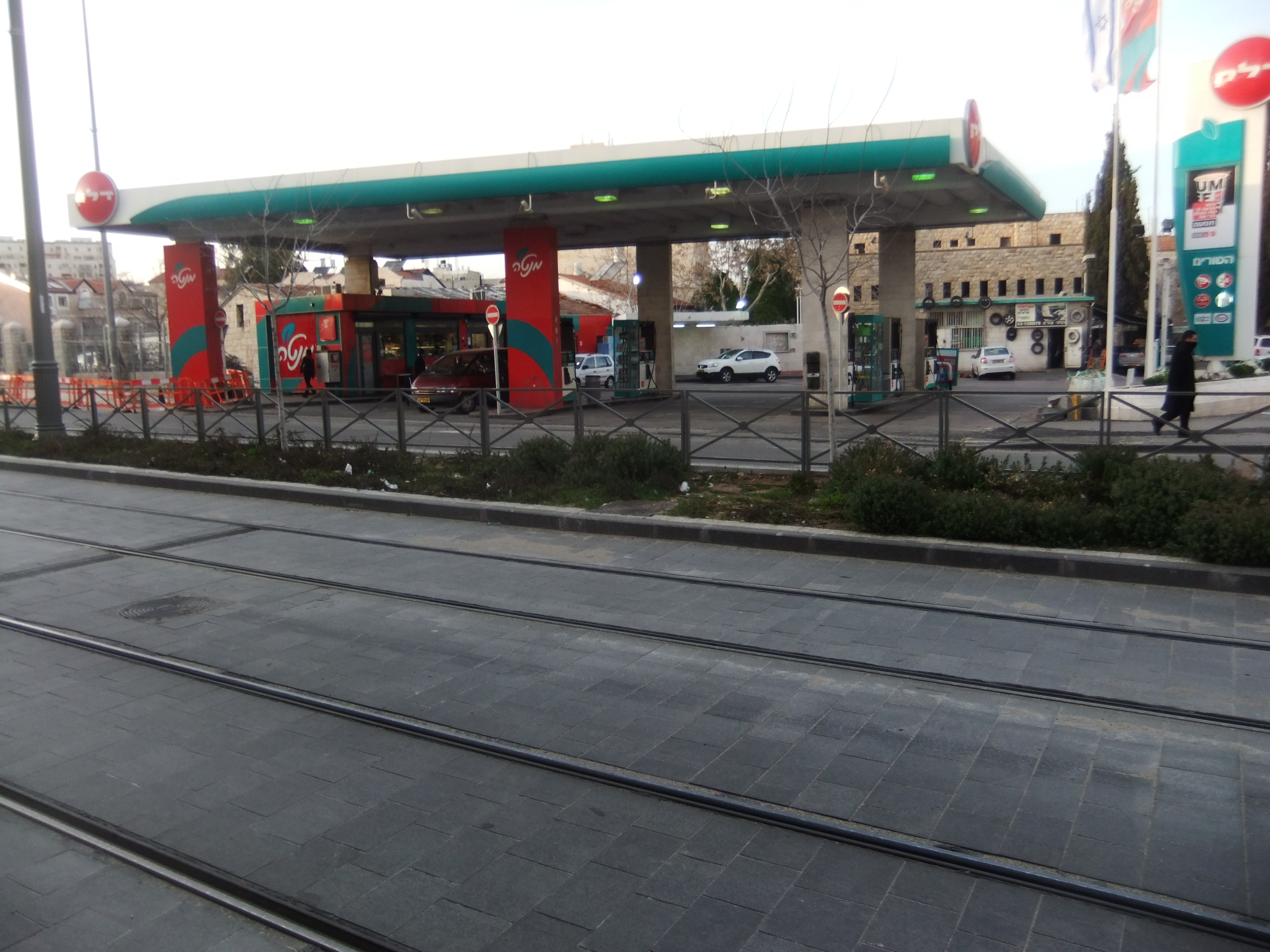
جایگاه پمپ بنزین دیلک در شهر جروزلم

دیلک (به انگلیسی: Delek) شرکت خوشه‌ای اسرائیلی است، که در حوزه‌های گوناگون صنعتی فعالیت می‌کند. این شرکت دارای عملیات در زمینه مبادله انرژی، صنعت نفت، اجرای پروژه‌های زیرساخت‌های شهری، ساخت و توسعه املاک و مستغلات، نیروگاه‌های برق و پالایشگاه‌های نفت و گاز می‌باشد.
شرکت دیلک در سال ۱۹۵۱ توسط یکی از ثروتمندترین اشخاص اسرائیلی؛ آصف بارتفیلد تأسیس شد و در حال حاضر دارای عملیات در کشورهای اتحادیه اروپا، ایالات متحده آمریکا، بریتانیا، چین، قبرس و قزاقستان می‌باشد.
تمرکز اصلی این شرکت در صنایع نفت و گاز است، که دارای فعالیت در هر ۲ بخش پایین‌دستی و بالادستی این صنعت می‌باشد.
شرکت دیلک همچنین به‌عنوان بزرگترین وارد کننده خودرو در اسرائیل شناخته می‌شود، که از طریق واردات خودروهای دو شرکت فیات و مزدا، در عمل ۳۲ درصد از فروش بازار خودروی این کشور را در اختیار دارد.
شاخه‌ای از این شرکت در زمینه ارائه خدمات مالی، شامل سرمایه‌گذاری، مشاوره مالی و خدمات بیمه، فعالیت می‌کند. دفتر مرکزی این شرکت در شهر نتانیا، اسرائیل قرار دارد و بخشی از سهام آن در بازارهای بورس نیویورک و بورس تل‌آویو معامله می‌شود.